# Ranunculus allegheniensis
Ranunculus allegheniensis Britton – gatunek rośliny z rodziny jaskrowatych (Ranunculaceae Juss.). Występuje naturalnie w Stanach Zjednoczonych. 

## Rozmieszczenie geograficzne
Rośnie naturalnie w Stanach Zjednoczonych na obszarze od Tennessee na południowym zachodzie i Karoliny Północnej na południowym wschodzie aż po stany Vermont i Massachusetts na północy. 

## Morfologia
PokrójBylina o nagich pędach. Dorasta do 10–50 cm wysokości.
LiścieMają nerkowaty lub prosty kształt, czasami są trójlistkowe. Mają 1–3,5 cm długości oraz 1,5–4,5 cm szerokości. Nasada liścia ma sercowaty lub ucięty kształt. Są karbowane, z zaokrąglonym lub tępym wierzchołkiem.
KwiatyZebrane po 9–40 w kwiatostanach. Mają żółtą barwę. Mają 5 działek kielicha o eliptycznym kształcie i dorastających do 2–3 m długości. Mają 5 płatków o długości 1–2 mm.
OwoceNagie niełupki o długości 1–2 mm. Zebrane są w jajowatych lub kulistych główkach o długości 3–7 mm długości.

## Biologia i ekologia
Rośnie w lasach i na łąkach. Występuje na wysokości do 1100 m n.p.m. Kwitnie od kwietnia do czerwca.